# Resolució 1305 del Consell de Seguretat de les Nacions Unides
La Resolució 1305 del Consell de Seguretat de les Nacions Unides, fou adoptada el 21 de juny de 2000. Després de recordar les resolucions anteriors relatives als conflictes a l'antiga Iugoslàvia, en particular a les resolucions 1031 (1995), 1035 (1995), 1088 (1996), 1103 (1997), 1107 (1997), 1144 (1997), 1168, 1174 (1998), 1184 (1998) i 1247 (1999), el Consell va prorrogar el mandat de la Missió de les Nacions Unides a Bòsnia i Hercegovina (UNMIBH) per un període que finalitzava el 19 de juny de 2001 i autoritzava als estats que participaven en la Força d'estabilització (SFOR) de l'OTAN a continuar fent-ho durant uns altres dotze mesos.
El Consell de Seguretat va subratllar la importància de l'acord de Dayton (Acord Marc general) i la importància que Croàcia, la República Federal de Iugoslàvia (Sèrbia i Montenegro) i altres estats havien jugat el procés de pau a Bòsnia i Hercegovina. La situació continuava constituint una amenaça per a la pau i la seguretat i el Consell estava decidit a promoure una solució pacífica del conflicte.
Actuant amb el Capítol VII de la Carta de les Nacions Unides, el Consell va recordar a les autoritats de Bòsnia i Hercegovina i altres de la seva responsabilitat l'aplicació de l'Acord de Dayton. Va subratllar el paper de l'Alt Representant per a Bòsnia i Hercegovina de supervisar la seva implementació. També va concedir importància a la cooperació amb el Tribunal Penal Internacional per a l'antiga Iugoslàvia.
El Consell de Seguretat va felicitar els països que participaven en la SFOR per continuar les seves operacions durant dotze mesos addicionals; s'ampliarà més enllà d'aquesta data si es justifica per la situació al país. També va autoritzar l'ús de mesures necessàries, inclòs l'ús de la força i defensa pròpia, per assegurar el compliment dels acords i la seguretat i la llibertat de moviment del personal de la SFOR. Al mateix temps, el mandat de la UNMIBH, que incloïa la International Police Task Force (IPTF), es va ampliar fins al 21 de juny de 2001. Es va instar als països a proporcionar formació, equips i suport a les forces de policia local a Bòsnia i Hercegovina.
Rússia es va abstenir de la votació de la Resolució 1305, que va ser aprovada pels altres 14 membres del Consell. El representant rus havia considerat que les esmenes no estaven incloses en la resolució i es va oposar en la participació a la Conferència d'implementació de la pau a Brussel·les, ja que la República Federal de Iugoslàvia, un dels signants de l'Acord de Dayton, no havia estat convidada.